# È tornato carnevale
Pour plus de détails, voir Fiche technique et Distribution.
È tornato carnevale est une comédie de téléphones blancs italiennne réalisée par Raffaello Matarazzo et sortie en 1937. Le film est désormais considéré perdu.
Il s'agit d'une adaptation de la pièce de théâtre éponyme créée par Guido Cantini (it) en 1930, dans laquelle figurait déjà l'acteur Armando Falconi.

## Synopsis
Une ancienne flamme du duc de Fogliaverde, surnommée « Carnevale » pour sa gaieté, lui confie sa fille Kay, mourante, croyant qu'il est encore riche. Mais en réalité, le duc, aussi brillant qu'imprudent dans l'aristocratie napolitaine, est désormais démuni à cause d'une vie consacrée aux plaisirs et aux aventures galantes, et le nouvel arrivant le met en difficulté.
Cependant, la jeune fille, consciente de la situation, ne se décourage pas et, d'une manière confiante et énergique, incite le duc à travailler comme représentant d'une marque de voitures. Cette nouvelle activité permet au noble de récupérer son argent, mais il le dissipe à nouveau dans des fêtes et des fréquentations.
Mais une fois de plus, la jeune femme le sauve, en l'incitant par une astucieuse ruse à travailler de manière rentable. Entre-temps, elle parvient également à couronner ses projets en épousant Fausto, un jeune peintre à succès que le duc, avec sa générosité habituelle, avait aidé avant qu'il ne tombe dans la pauvreté.

## Fiche technique
- Titre original italien : È tornato carnevale[1] (litt. « Le carnaval est de retour »)
- Réalisation : Raffaello Matarazzo
- Scénario : Aldo De Benedetti, Aldo Vergano d'après la pièce de Guido Cantini (it) créée en 1930.
- Photographie : Massimo Terzano (it)
- Montage : Marcello Caccialupi
- Musique : Felice Montagnini
- Décors : Gastone Medin
- Société de production : Tiberia Film
- Pays de production :  Royaume d'Italie
- Langue originale : italien
- Format : Noir et blanc - 1,37:1 - Son mono - 35 mm
- Durée : 87 minutes
- Genre : comédie
- Dates de sortie :
  - Royaume d'Italie : janvier 1937[2] (visa délivré le 31 décembre 1936[1])

## Distribution
- Armando Falconi : Duc Gualtiero di Fogliaverde
- Klára Tabódy : Kay, fille d'une ancienne flamme du duc
- Franco Coop : Gennariello, serviteur du duc
- Dora Menichelli : Comtesse de Mont Morsan
- Mario Pisu : Fausto Dalborgo, peintre
- Hilda Springer : Concettina, une roturière
- Celeste Almieri : Marquise della Pigna
- Armando Amselmo : Marquis de Pigna
- Ugo Ceseri : Prosperone Lauria
- Albino Principe : Max, ami de Fausto
- Nicola Maldacea : Roméo
- Ornella Da Vasto : la petite amie de Roméo

## Production
Il a été tourné aux studios Cines à Rome et en extérieur dans la capitale et autour du golfe de Naples.